# Bojken

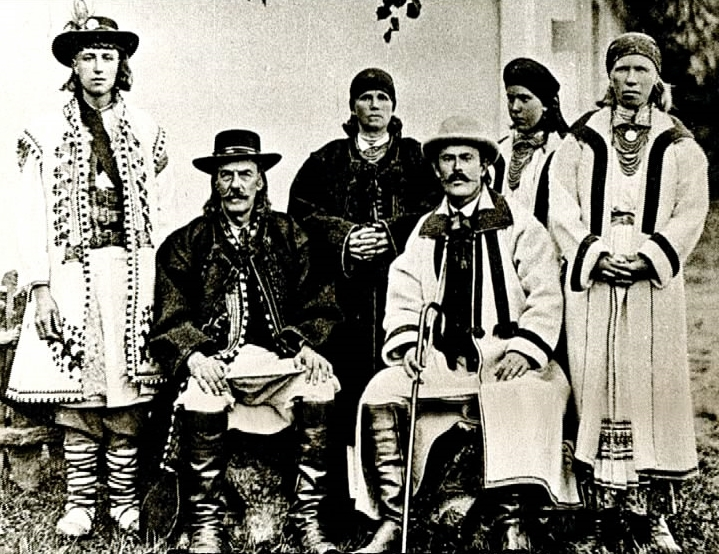
Bojko familie in Maniava, eind 19e eeuw

Bojken (Roetheens: бойкы, Boiky; Oekraïens: бойки, boiky; Pools: Bojkowie; Slowaaks: Pujďáci), of gewoon Hooglanders (верховинці, verkhovyntsi), zijn een etnische groep in de Karpaten van Oekraïne, Slowakije, Hongarije en Polen. Samen met de naburige Lemken, Hoetsoelen en Roethenen zijn de Bojken een subgroep van etnische Oekraïners en hun Roetheense dialect wordt beschouwd als onderdeel van een dialectcontinuüm binnen het Oekraïens. Bojken verschillen van hun buren in dialect, kleding, volksarchitectuur en gebruiken.

## Etymologie

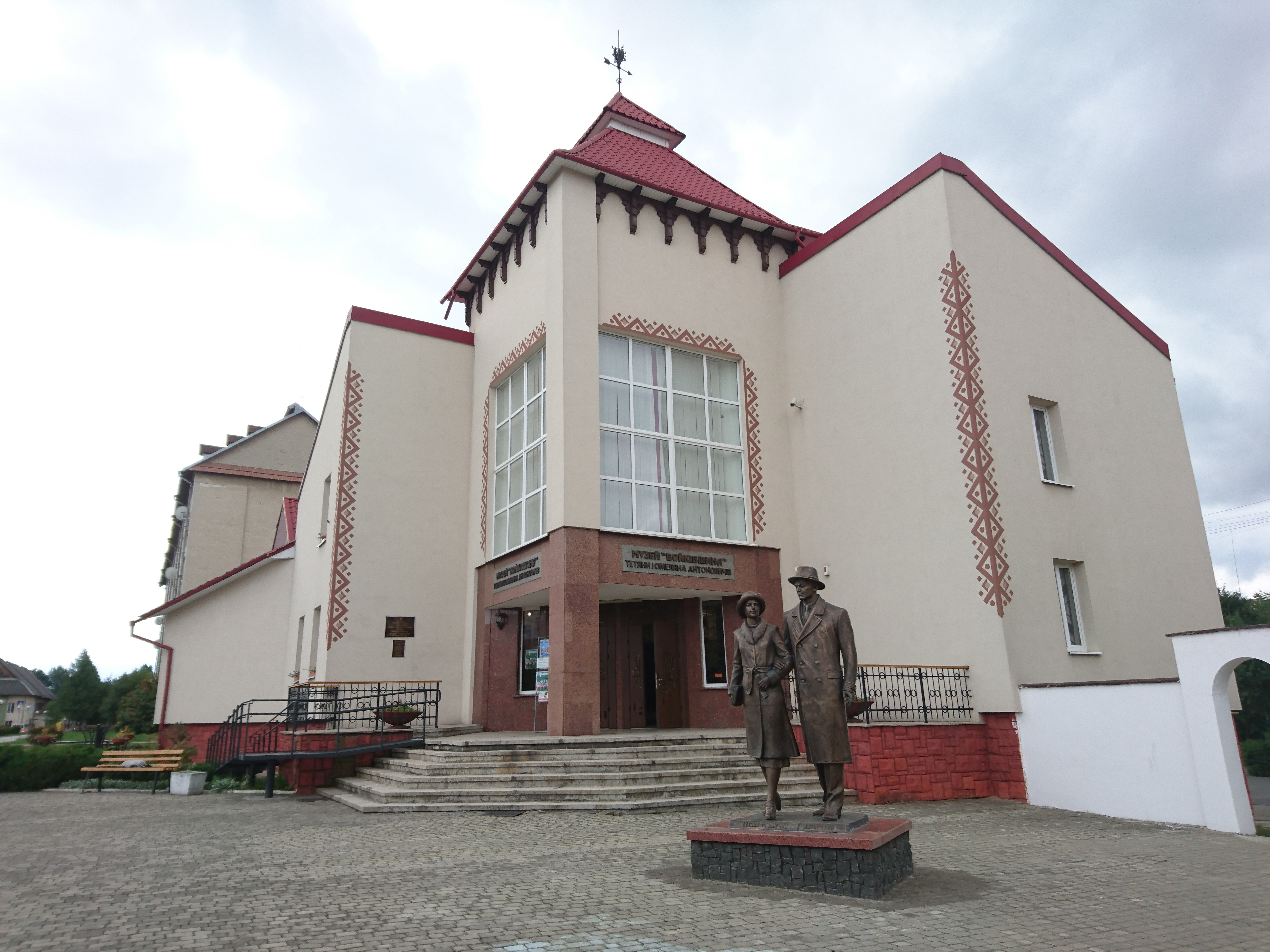
Museum van de Bojkocultuur in Dolyna

Met betrekking tot de oorsprong van de naam Bojken bestaan er verschillende etymologische hypothesen. Algemeen wordt aangenomen, zoals uitgelegd door priester Joseph Levytsky in zijn Hramatyka (1831), dat het is afgeleid van het deeltje boiie. In het bijzonder is het afgeleid van de uitroep "бой!, бойє!" (< bo-i-je >), wat betekent "het is echt zo!", dat vaak door de bevolking wordt gebruikt.
De 19e-eeuwse geleerde Pavel Jozef Šafárik, met wie de Kroatische historicus Franjo Rački en Britse historicus Henry Hoyle Howorth het eens waren, betoogde een direct verband van de Bojken met de in de 10e eeuw genoemde regio van Boiki De Administrando Imperio, maar dit proefschrift is verouderd en verworpen. De meeste geleerden, waaronder Mychajlo Hroesjevsky, verwierpen het al in de 19e eeuw omdat volgens hen Boiki een duidelijke verwijzing was naar Bohemen, dat op zijn beurt voortkwam uit de naam van de Keltische stam, Boii. De afleiding van Boii, werd ook betwist omdat er niet genoeg bewijs was. Bojken worden ook wel Verkhovyntsi (Hooglanders) genoemd. Net als de Hoetsoelen en Lemken zijn ze sinds de 18e en 19e eeuw opgenomen in historische en etnografische bronnen.

## Origine

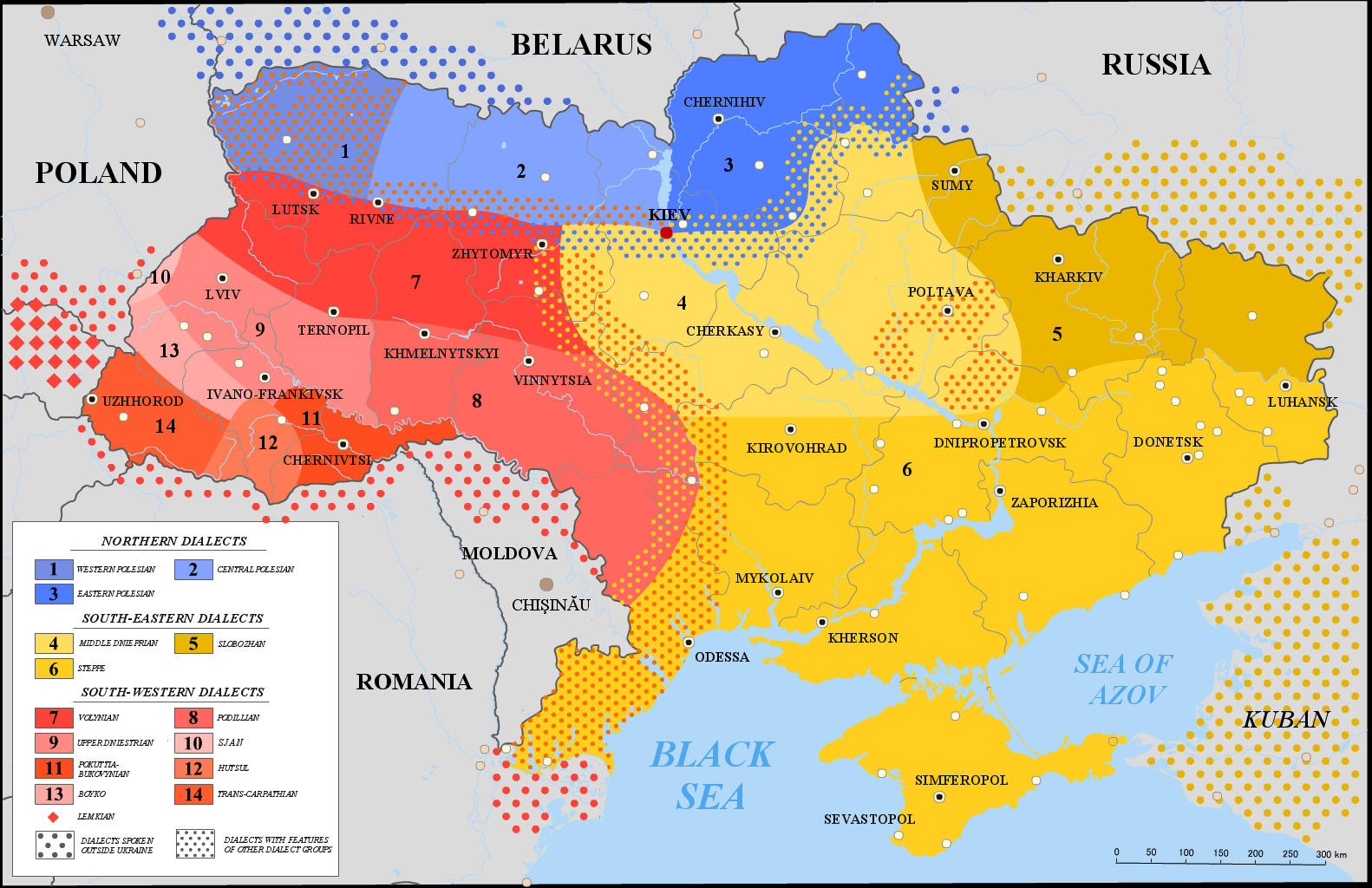
Kaart van Oekraïense dialecten (2005). Bojkens-dialect (13)

Bojken worden beschouwd als afstammelingen van Oost-Slavische stammen, met name "Witte Kroaten" die in de regio woonden, mogelijk ook Oelitsjen die uit het Oosten kwamen, en deels Vlachse herders die later immigreerden uit Transsylvanië.

## Demografie
In de door Bojken bewoonde regio, genaamd "Boikivshjyna", woonden tot 400.000 mensen, van wie de meesten Bojken waren. Ze woonden vóór de gedwongen verhuizing in 1947 ook in Sanok, Lesko en Przemyśl van het Woiwodschap Subkarpaten in Polen. Ter herinnering aan de Bojken, heeft het nationale parlement van Oekraïne, de Verchovna Rada in 2016, Telmanove Raion omgedoopt tot Boykivske Raion, waar Bojken uit Czarna (vandaag in Polen) werden gedeporteerd na de in 1951 Pools-Sovjet-territoriale uitwisseling. Geschat wordt dat er in 1970 nog 230.000 mensen van Bojko-afkomst woonden.
In Oekraïne is de classificatie van Bojken en andere Roethenen als een aparte Oost-Slavische etniciteit, verschillend van Oekraïners, controversieel. De verouderde en archaïsche term Roethenië, hoewel ook afgeleid van Rus, is dubbelzinnig, omdat het technisch gezien kan verwijzen naar Roethenen en Oekraïners, evenals naar Wit-Russen en zelfs Russen, afhankelijk van de historische periode. Volgens de volkstelling van 2001 in Oekraïne identificeerden slechts 131 mensen zichzelf als Bojko, los van de Oekraïners. Dit cijfer geeft echter een vertekend beeld, omdat sommige mensen die anders herkenbaar zijn als Bojko die naam als denigrerend beschouwen en zichzelf Hooglanders (Verkhovyntsi) noemen. In de Poolse volkstelling van 2011 identificeerden 258 mensen hun nationaliteit als Bojko, en 14 mensen noemden het hun enige nationale identiteit.

## Locatie
- Polen: meest zuidoostelijke deel van Polen (Woiwodschap Subkarpaten)
- Oekraïne: centrale en westelijke helft van de Karpaten in Oekraïne in regio's als de zuidelijke oblast Lviv ( Stryi-, Drohobyczk- en Sambir raions), de westelijke oblast Ivano-Frankivsk (Kalush raion) en delen van de noordoostelijke oblast Transkarpatië (Mizhhiria raion)
- Noordoost Slowakije

Ten westen van de Bojken wonen de Lemken, ten oosten en zuidoosten de Hoetsoelsen en noordwaarts de Dnistrov'yans en Opolyans.

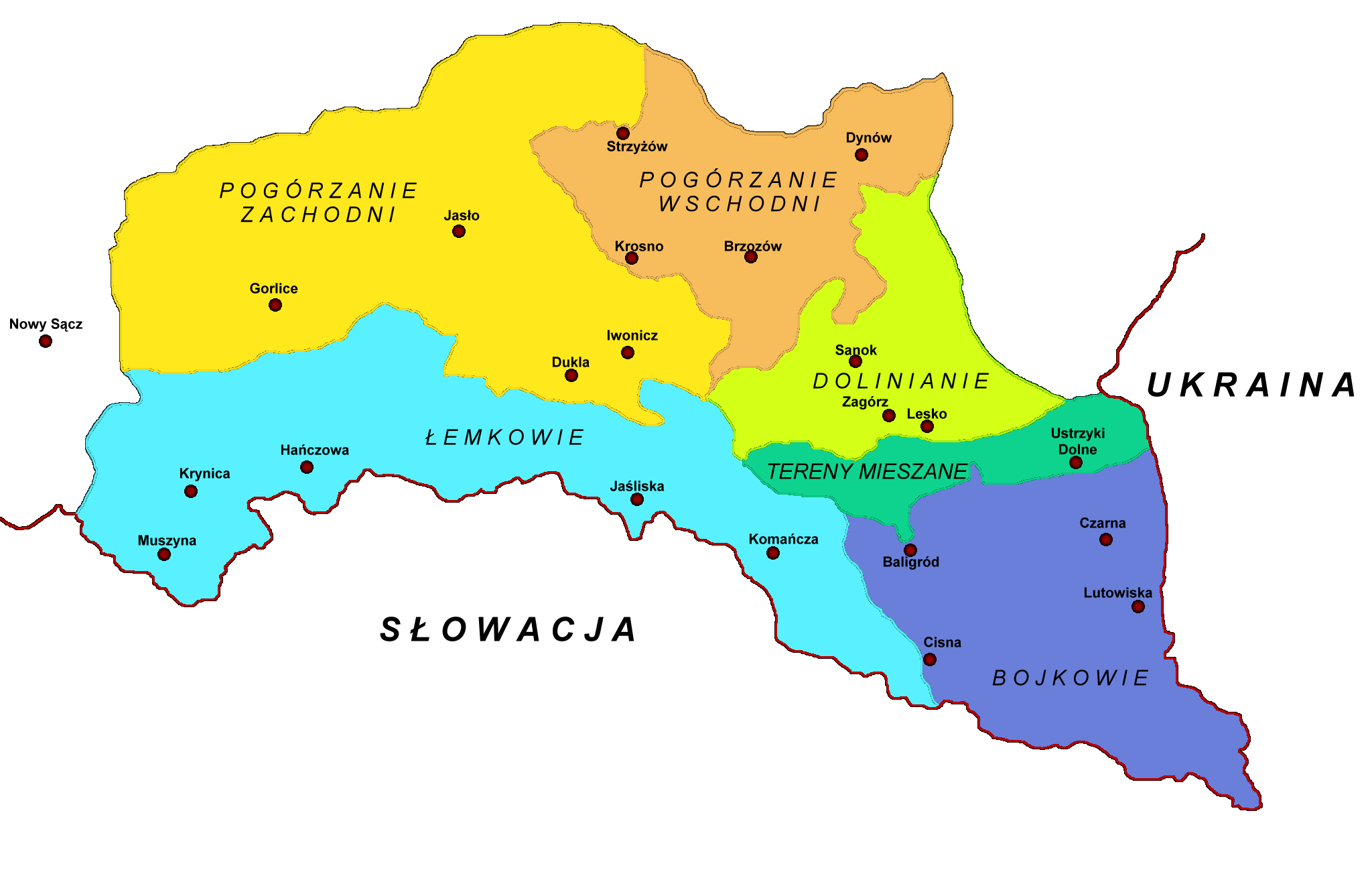
Etnografische groepen in zuid-oost Polen
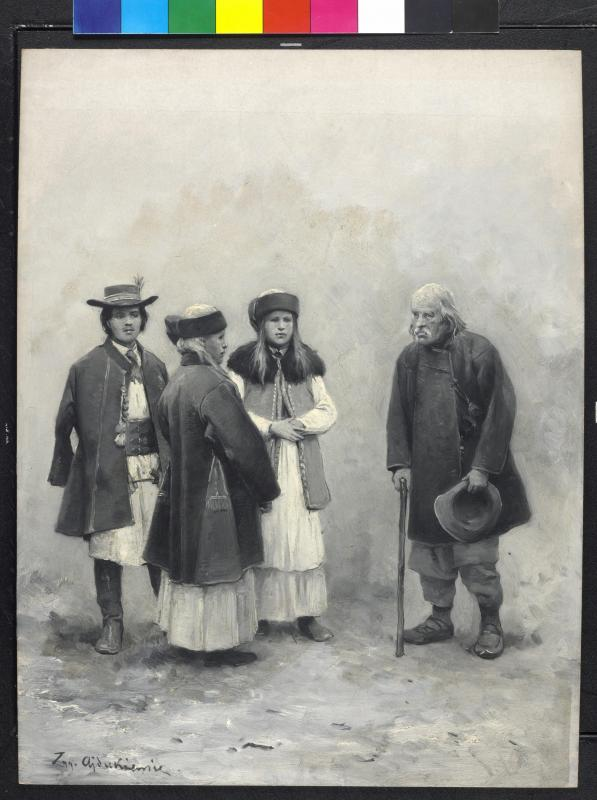
Bojko familie, district Dolyna (1898)
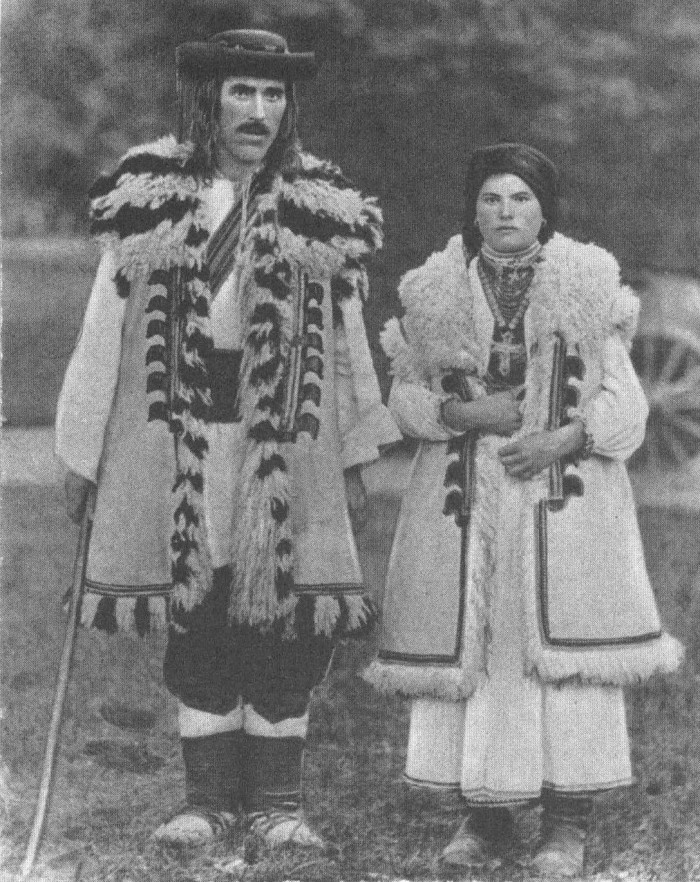
Bojko familie, begin twintigste eeuw
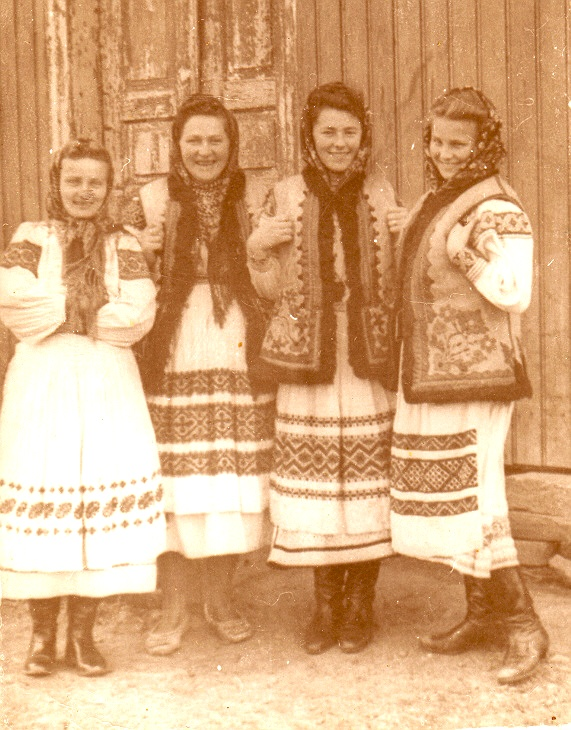
Vrouwen in Bojko-kostuums in Khashchovania, oblast Lviv (jaren '40)
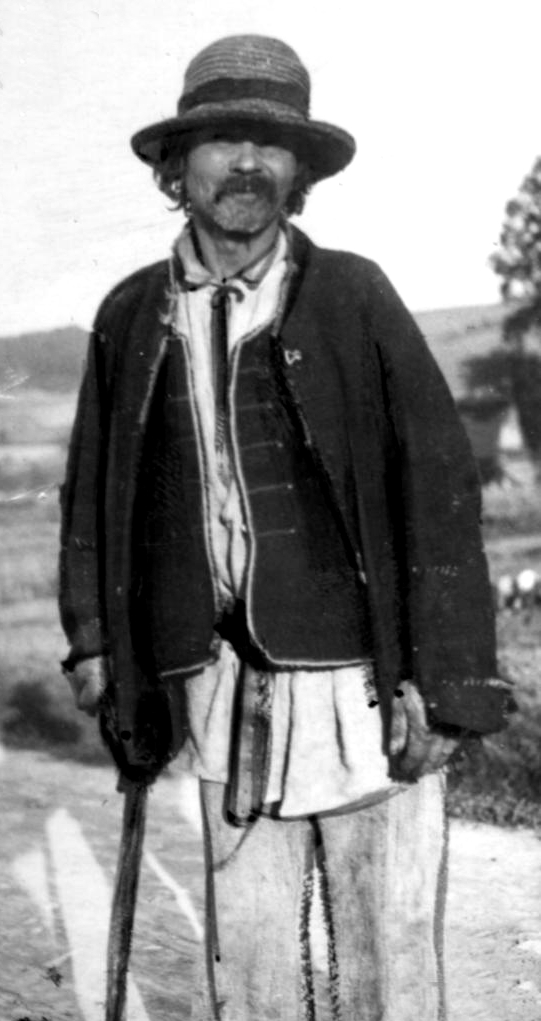
Bojko-man (1925-1939)
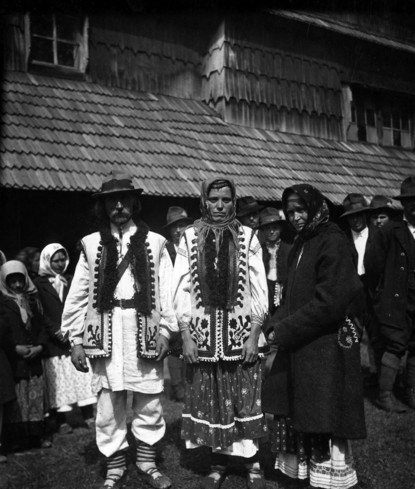
Bojko familie (vooroorlogs)
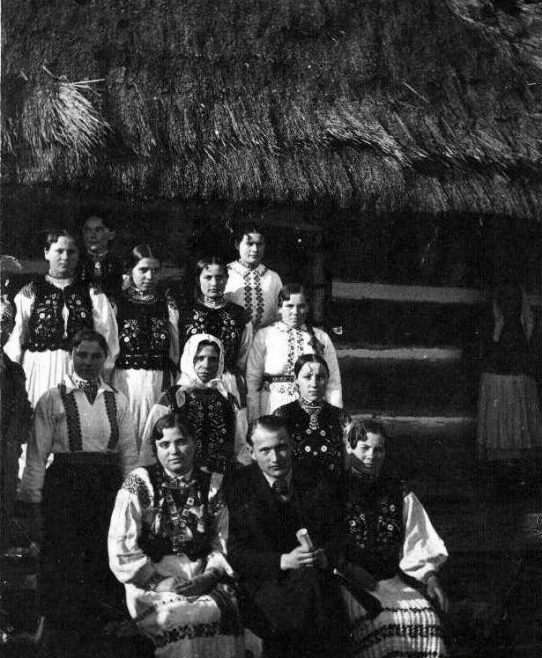
Bojko familie (vooroorlogs)
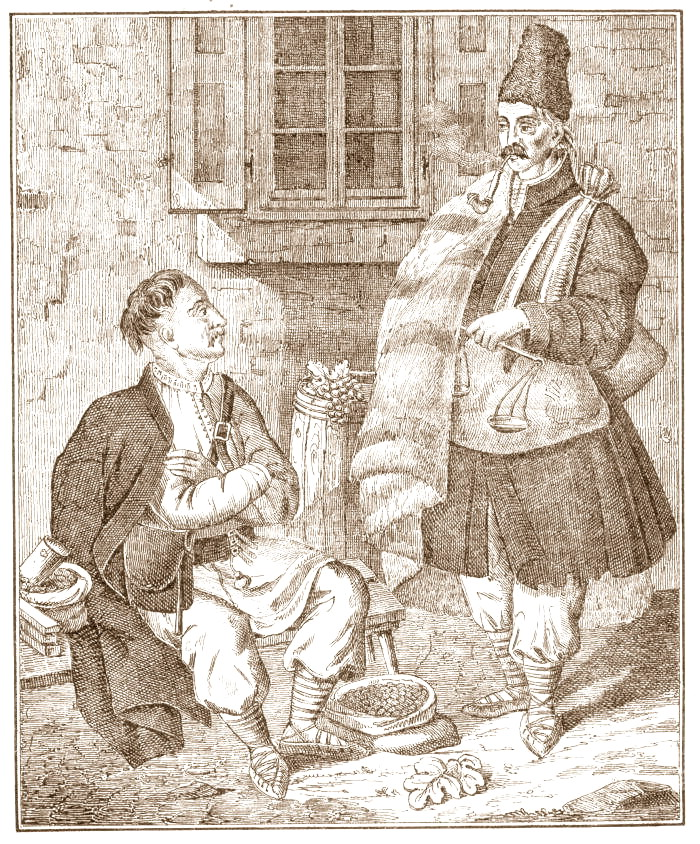
Bojken van Galicië, lithografie uit 1837
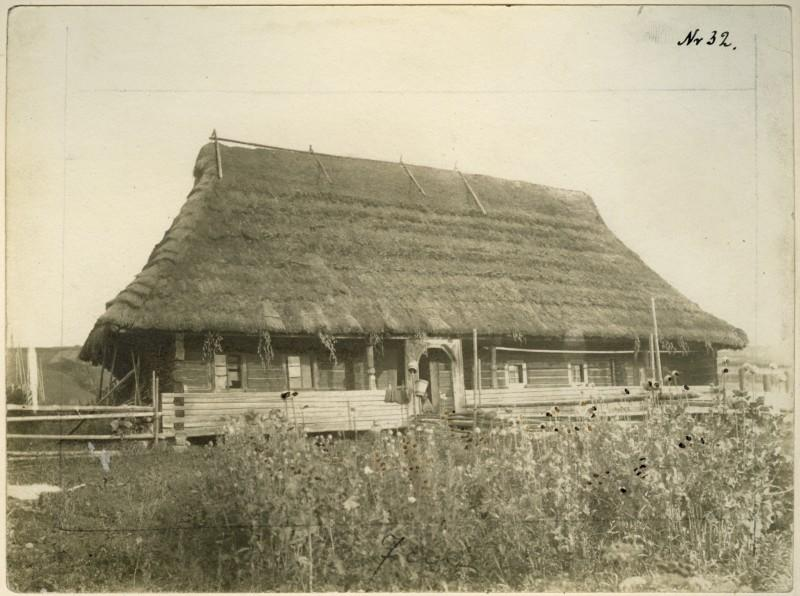
Bojko-hut (1903)
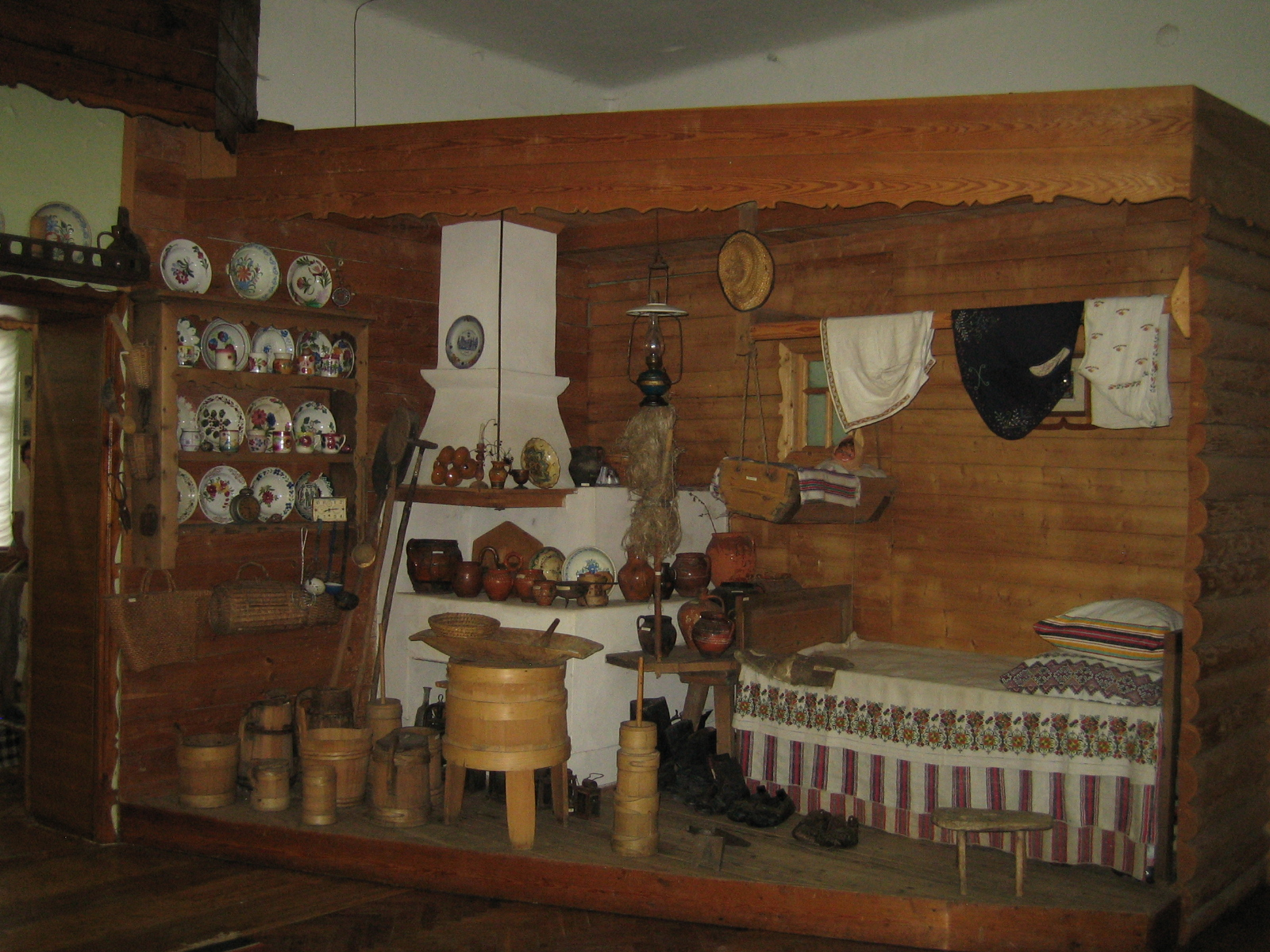
Interieur van een Bojko-hut in het Folk Museum "Boykivshchyna" in Turka

## Religie
De meeste Bojken behoren tot de Oekraïense-Grieks-Katholieke Kerk, terwijl een minderheid tot de Oekraïens-Orthodoxe Kerk behoort. De kenmerkende houten kerkarchitectuur van de Bojko regio is een kerk met drie koepels, waarbij de koepels in één lijn zijn gerangschikt en de middelste koepel iets groter is dan de andere.

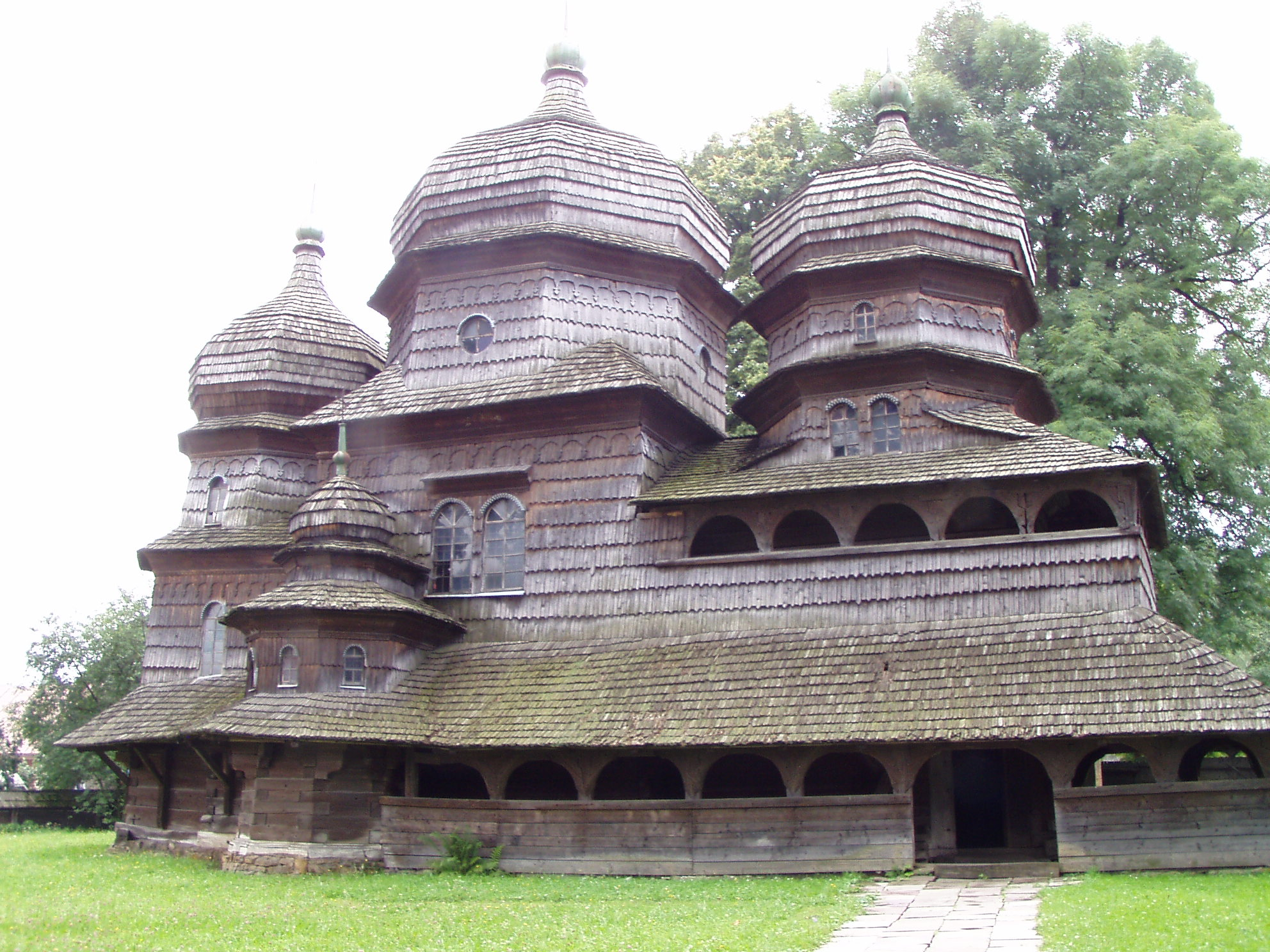
Houten Sint-Joriskerk in Drohobytsj (late 15e eeuw, begin 16e eeuw)
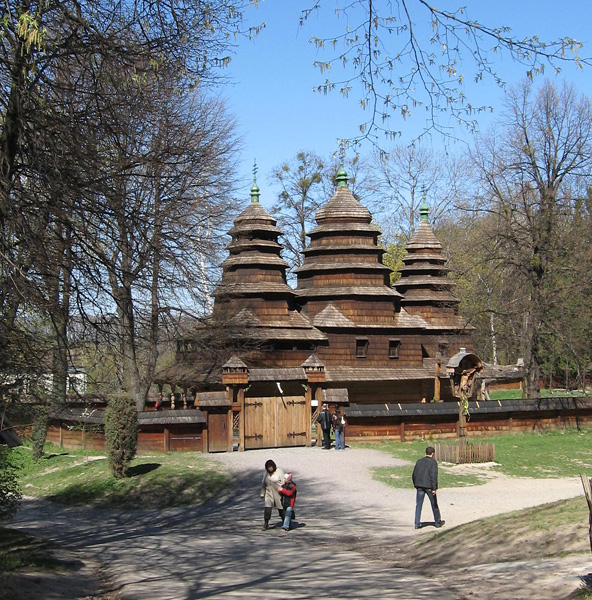
Houten Sint-Nicolaaskerk van Kryvka (1763)
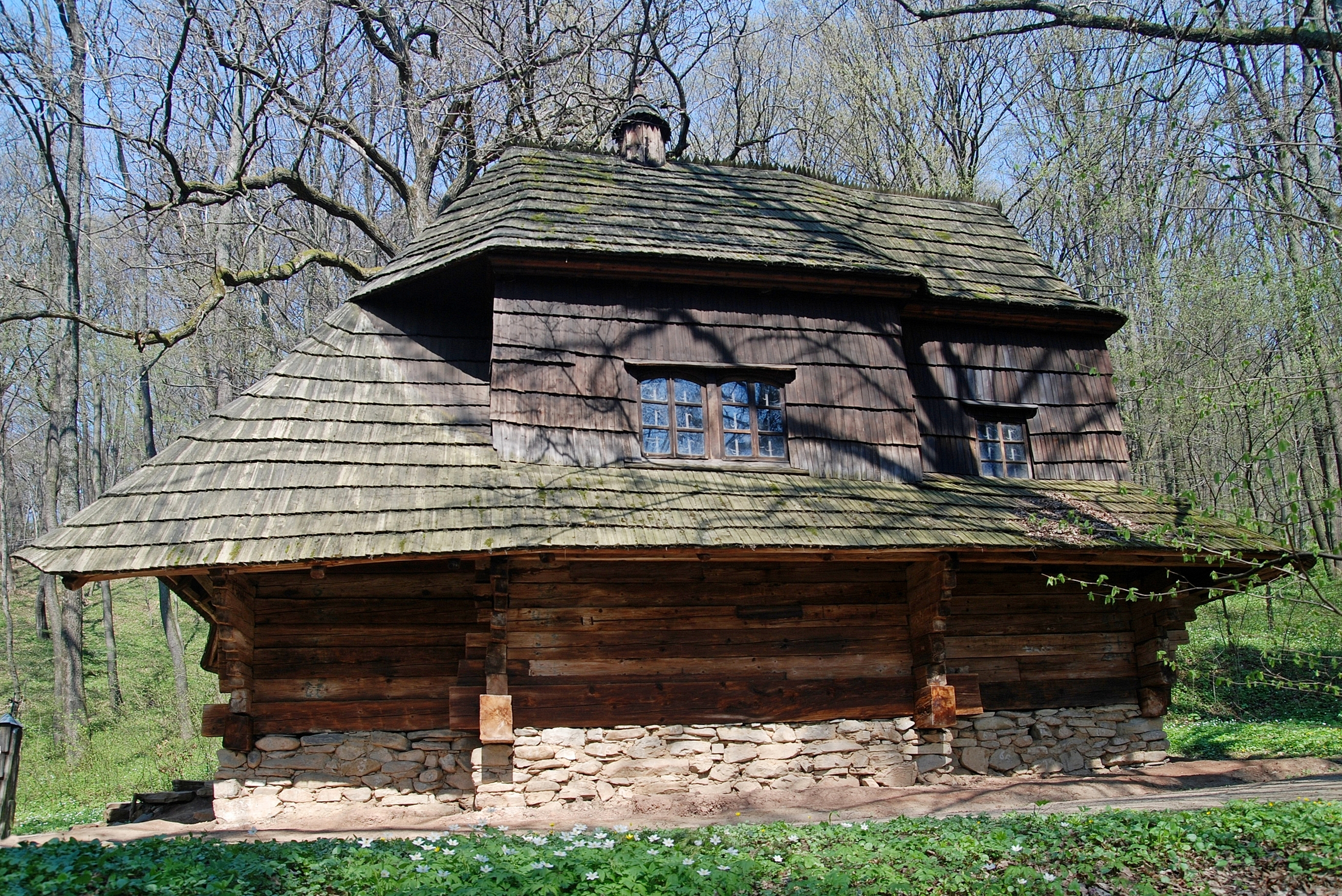
Houten Bojko kerk van Onufrius de kluizenaar in Sanok (1750)
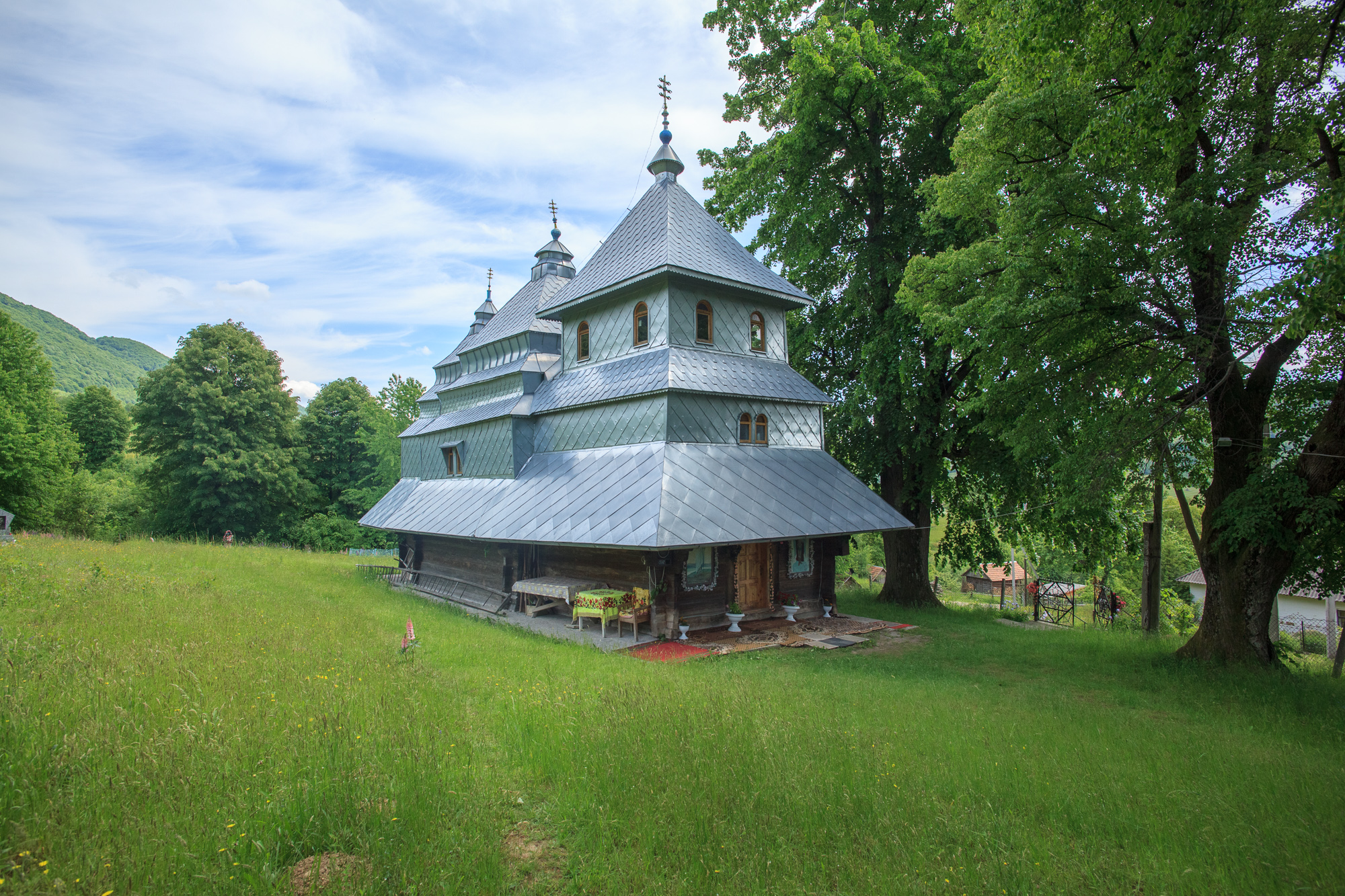
Bojko kerk van de aartsengel Michaël in Vyshka (1700)
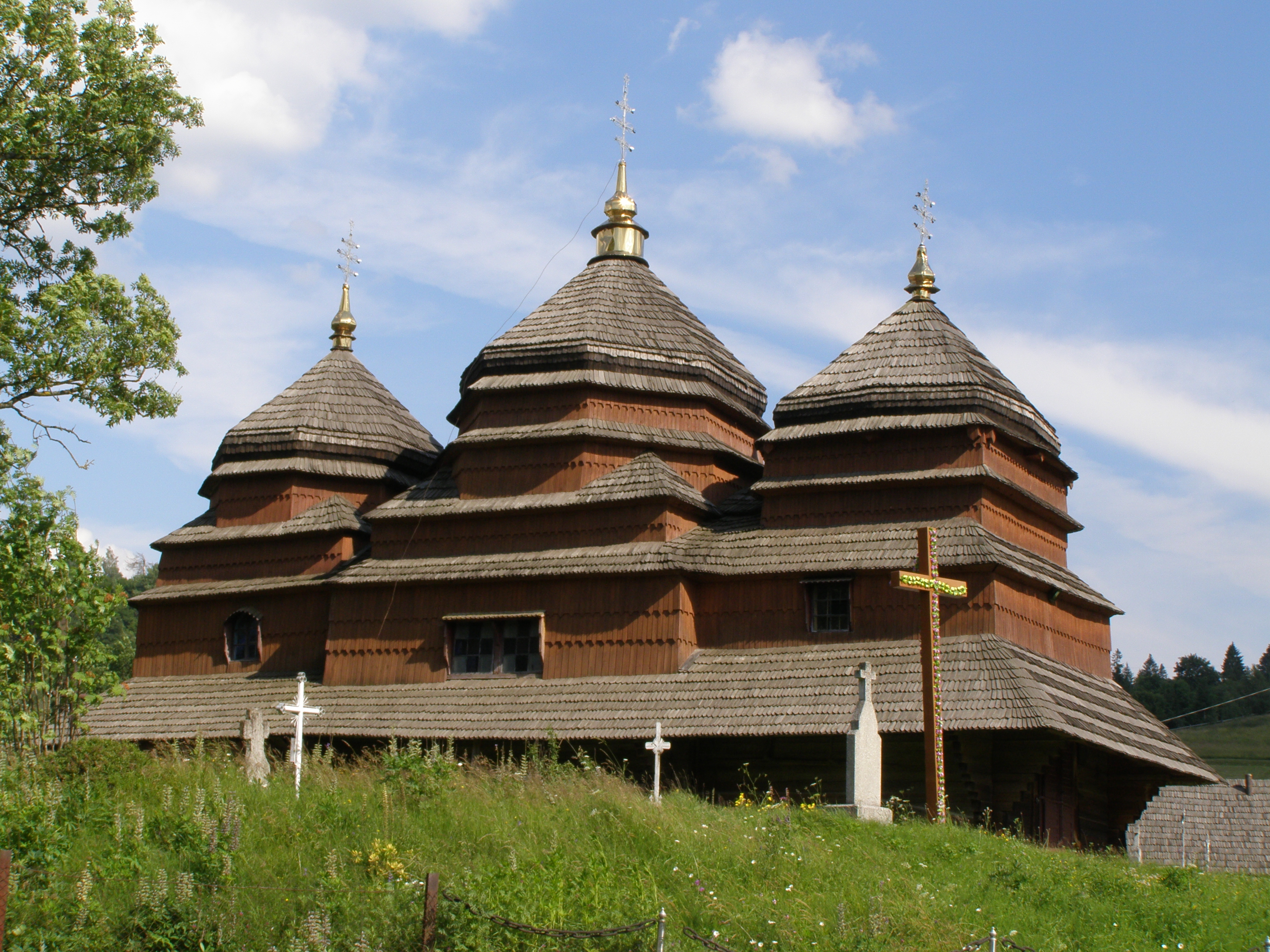
Bojko Pinksterkerk in Verchnia Rozhanka (1804)
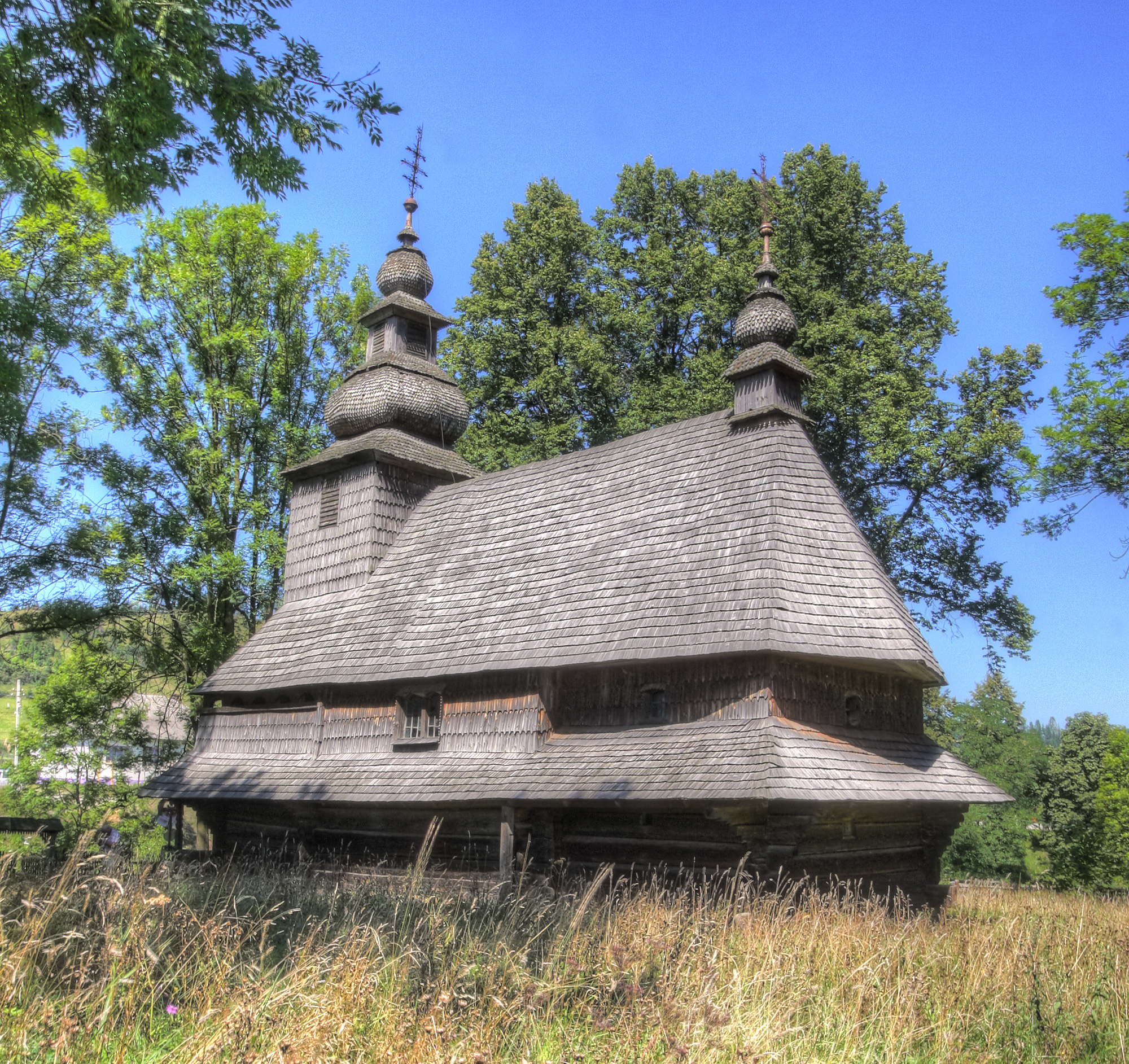
18e-eeuwse houten kerk van de Heilige Geest in het dorp Huklyvyi
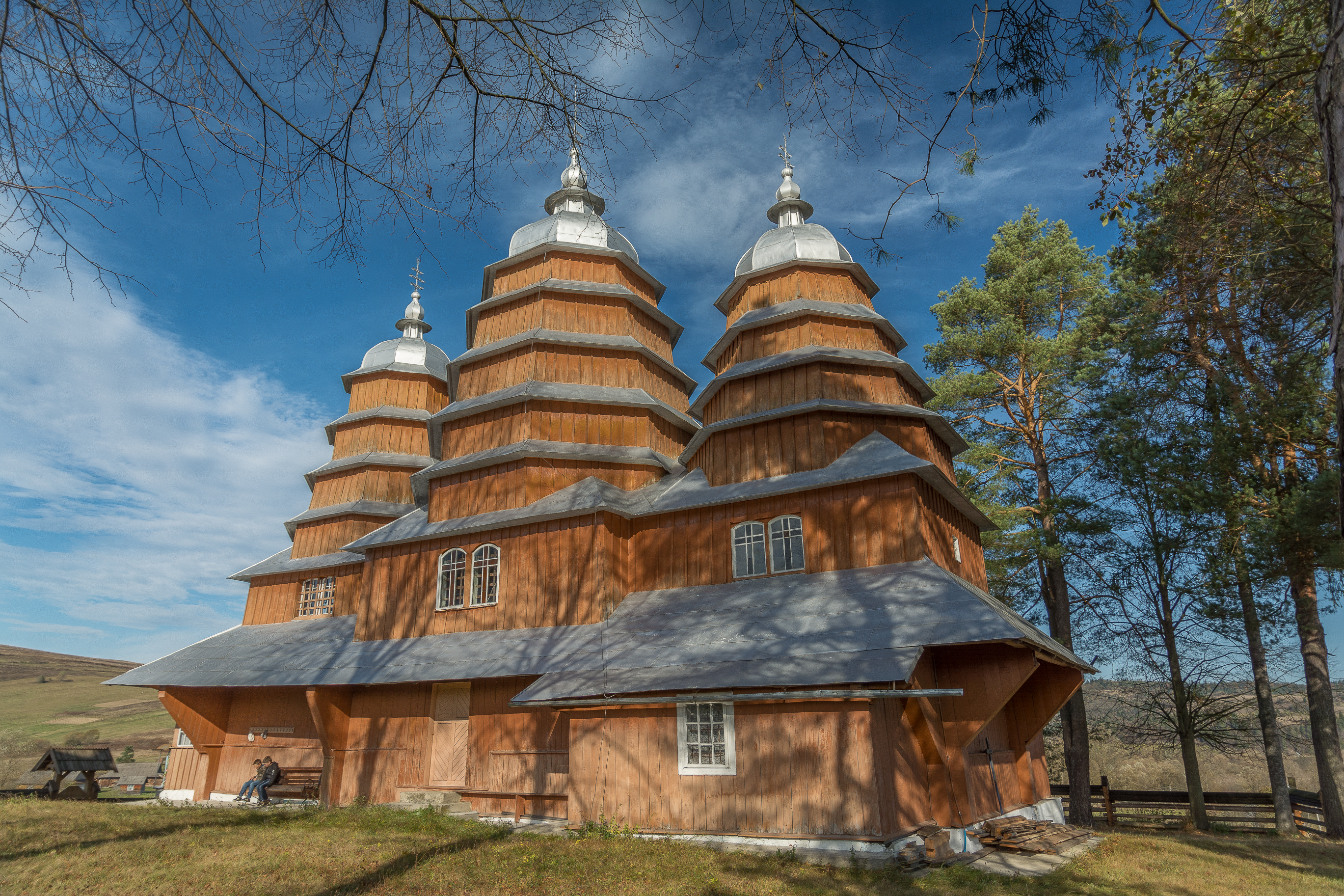
Sint Demetrius kerk (voorheen kerk van de Heilige Maagd) in Matkiv (1838)

## Bekende Bojken
- Yuriy Drohobych (1450-1494), eerste doctor in de geneeskunde in Oekraïne, rector van de Universiteit van Bologna (1481-1482), professor aan de Jagiellonische Universiteit (1488)[22]
- Petro Konashevych-Sahaidachny (1582-1622), Oekraïense politieke en maatschappelijke leider, Hetman van Oekraïense Zaporozhian Kozakken (1616-1622)[22]
- Ivan Franko (1856-1916), Oekraïens dichter, schrijver en politiek activist[22]